# 1956 à la télévision
| Années de la télévision : 1953 - 1954 - 1955 - 1956 - 1957 - 1958 - 1959    |
| Décennies de la télévision : 1920 - 1930 - 1940 - 1950 - 1960 - 1970 - 1980 |

Cet article présente les faits marquants de l'année 1956 à la télévision.

## Évènements
- 14 février : Débuts de la télévision dans la république socialiste soviétique d'Azerbaïdjan lorsque le gouvernement soviétique a lancé la première chaîne de télévision en azéri.
- Septembre : l'INR cesse de diffuser le journal télévisé de la RTF remplacé par une production propre ; les informations françaises étant jugées partisanes au sujet de la crise du canal de Suez.
- 28 octobre : début des programmes de la télévision espagnole TVE.
- Décembre : Débuts de la télévision en Algérie lorsque le gouvernement français ouvre un relais de la RTF à Alger.

## Émissions
- 28 février : Première de l'émission de En votre âme et conscience sur RTF Télévision.
- 18 novembre : Première de l'émission de Sports Dimanche sur RTF Télévision.

## Séries télévisées

### France
- 22 mai : diffusion du premier épisode des Énigmes de l'histoire sur la RTF.

### États-Unis
- 25 septembre : diffusion du premier épisode de La Flèche brisée sur ABC

### Royaume-Uni
- 22 février : diffusion du premier épisode de Colonel March sur ITV
- 15 septembre : diffusion du premier épisode du Chevalier Lancelot sur ITV

## Feuilletons télévisés

### États-Unis
- 2 avril : diffusion du premier épisode de As the World Turns sur CBS

### France
- Diffusion de La Famille Anodin sur la RTF.

## Principales naissances
- 7 janvier : David Caruso, comédien et photographe américain.
- 17 janvier : Mitch Vogel, acteur et compositeur américain.
- 12 mars : Lesley Manville, actrice britannique
- 18 avril : John James, acteur américain.
- 13 mai : Christine Bravo, animatrice de télévision et une chroniqueuse de radio et de presse écrite française.
- 5 juillet : Rodney Saulsberry, acteur américain.
- 9 juillet : Tom Hanks, acteur de cinéma américain.
- 6 août : Stepfanie Kramer, actrice, écrivaine, chanteuse et compositrice américaine.
- 7 septembre : Françoise Joly, journaliste française.
- 1er octobre : Isabelle Morini-Bosc, journaliste française.
- 13 octobre : Chris Carter, scénariste américain, créateur de la série télévisée The X-Files.
- 19 octobre : Thierry Beccaro, comédien de théâtre et présentateur de télévision français.
- 20 novembre : Olli Dittrich, acteur, réalisateur et scénariste allemand
- 26 novembre : Bruno Carette, humoriste français.
- 1er décembre : Claire Chazal, journaliste française et présentatrice TV française.